# Pagespeed
Unter dem englischen Begriff Pagespeed (oder Websitegeschwindigkeit) versteht man die Ladegeschwindigkeit einer Website.
Die Ladedauer einer Website wird durch unterschiedliche Faktoren beeinflusst. Beispielsweise spielt die Antwortzeit des Servers und die Wiedergabe der Seite im jeweiligen Browser eine Rolle. Je umfangreicher und komplexer aufgebaut  eine Website ist, desto langsamer lädt sie.
Eine Website, die langsam lädt, wird von einem Besucher in der Regel wieder schnell verlassen. Eine langsame Ladegeschwindigkeit trägt somit zu einer schlechten Nutzererfahrung bei. Die Ladegeschwindigkeit einer Website ist zudem ein Rankingfaktor zahlreicher Suchmaschinen.
Die Ladegeschwindigkeit einer Website kann man mithilfe entsprechender Tools analysieren, die z. T. auch Tipps geben, welche Fehler vorliegen und welche Punkte einer Website optimiert werden sollten.

## Maßnahmen zur Verbesserung der Ladegeschwindigkeit
Zur Optimierung der Ladegeschwindigkeit können folgende Maßnahmen durchgeführt werden:
Datenkompression
Reduziert die Datenmenge, die vom Server gesendet wird.
Reduktion von Weiterleitungen
Minimiert zusätzliche Ladezeiten durch unnötige Weiterleitungen.
Server- und Browser-Caching aktivieren
Beschleunigt das Laden häufig besuchter Seiten.
Einsatz eines Content Delivery Network (CDN)
Verkürzt die Ladezeit durch den Zugriff auf Server, die geografisch näher am Benutzer liegen.
Asynchrones Laden von Ressourcen
Verhindert, dass nicht kritische Ressourcen das Rendern der Seite blockieren.
Lazy Loading
Inhalte wie Bilder werden erst geladen, wenn sie im sichtbaren Bereich des Nutzers erscheinen.
Einsatz moderner Bildformate
Verwenden von Formaten wie WebP oder AVIF, um die Ladezeiten durch kleinere Dateigrößen zu reduzieren.
Mit Tools wie Google PageSpeed Insights und Google Lighthouse können diese und andere Aspekte der Ladegeschwindigkeit analysiert und konkrete Empfehlungen zur Optimierung gegeben werden.